# アテナ・プロマコスの像

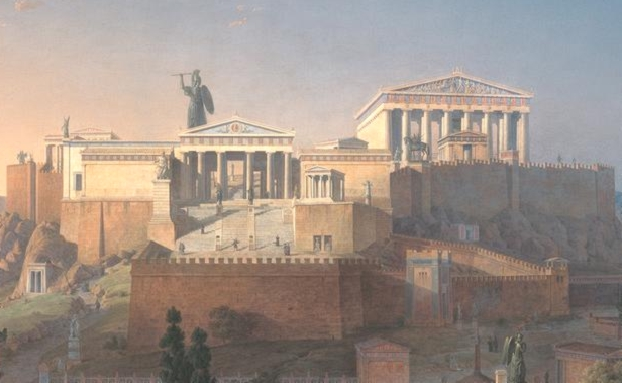
アクロポリスに立つアテナ・プロマコスの像（レオ・フォン・クレンツェによる想像図, 1846年）

アテナ・プロマコスの像（古希: Ἀθηνᾶ Πρόμαχος、古代ギリシア語ラテン翻字: Athēnā Promachos）は、かつて古代ギリシア時代にアテナイのアクロポリスに建てられていた、守護女神アテーナーの青銅像である。彫刻家ペイディアスの初期の代表作で、プロピュライアとパルテノン神殿の間にあり、紀元前456年頃に造られた。マラトンの戦いでペルシア軍から奪った戦利品を用いて作られたと言われているが、現在残っているのは基礎の大理石の部分だけである。記録によれば像の高さは9m程であり、左手に盾、右手に槍を持っていた。その大きさにより、槍の先端や兜の紋章の部分が遠くスニオン岬（アテネの45km南東）からも見えたという。
465年に東ローマ帝国の首都コンスタンティノープルの皇帝宮殿に移設されるまで、1000年近くにわたりアテナイを見下ろす位置に立っていた。なお、十字軍を招き寄せコンスタンティノープルが占領される禍の原因となったという迷信から、1205年にアテナ・プロマコスの像は破壊された。
アテナ・プロマコスの像のレプリカとして信じられているのは、メトロポリタン美術館の Athena Elgin 像と、ルーヴル美術館の Athena Medici トルソーである。

## 現地へのアクセス
アテナイのアクロポリス（入場有料）内にある
- アテネ地下鉄 モナスティラキ駅 から南へ約800m
- アテネ地下鉄2号線 アクロポリ駅 から西へ約900m